# Simon Montfort
Simon Montfort, Szymon z Montfort, Simon V de Montfort, 6. earl Leicester (ur. 1208, zm. 4 sierpnia 1265) – przywódca buntu możnowładców przeciwko królowi Anglii, Henrykowi III Plantagenetowi, przez około rok dyktatorski władca Anglii, prekursor parlamentaryzmu. Patron Uniwersytetu De Montfort w Leicester.

## Życiorys

### Pochodzenie i młodość
Był najmłodszym synem francuskiego możnowładcy, Szymona IV Montfort – hrabiego Montfort, hrabiego Tuluzy, diuka Narbonny i przez krótki czas earla Leicester oraz Alix z Montmorency. Miał trzech braci – Amaury’ego, Guya (zabitego podczas oblężenia Castelnaudary w 1220) i Roberta (zm. ok. 1226) oraz dwie siostry – Petronillę i Amicię. W 1229. Amaury i Szymon porozumieli się co do sukcesji rodowych ziem: Amaury przejął wszystkie posiadłości i tytuły we Francji, zrzekając się jakichkolwiek praw do ziem w Anglii, zaś Szymon, jako młodszy, zadowolił się pretensjami do posiadłości w Anglii. Roszczenia Montfortów opierały się na pochodzeniu babki ze strony ojca Szymona, która była siostrą ostatniego earla Leicester z rodu Beaumontów, Roberta IV (zm. 1204). Jego posiadłości podzielono pomiędzy babkę Szymona i jej siostrę, hrabinę Winchester. Prawo do tytułu earla Jan bez Ziemi nadał ojcu Szymona (ok. 1205), rychło jednak odebrał mu je (1207), jako niepewnemu poddanemu króla Francji Filipa II Augusta, z którym toczył wojnę.
W 1229 r. Szymon wyruszył do Anglii po spadek i tytuły. Z pomocą angielskich krewnych, zwłaszcza Ranulfa, earla Chester, będącego również dzierżawcą skonfiskowanych dóbr, odzyskał hrabstwo Leicester w 1231 r., ale bez tytułu earla.

### Małżeństwo – w łaskach u króla

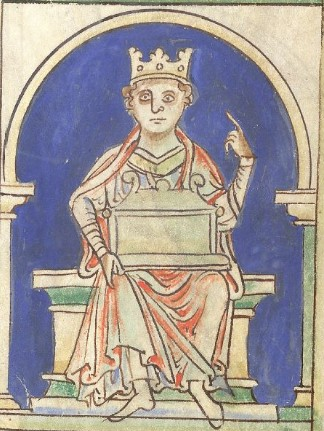
Henryk III – rysunek z 1255 r.

Szymon zyskał przychylność króla, stając się jednym z jego faworytów. Otrzymał roczną rentę w znacznej wysokości jako rekompensatę za część dziedzictwa przypadłą Chesterom. W 1236 r. był mistrzem ceremonii na ślubie Henryka III z Eleonorą z Prowansji, co oznaczało, że odzyskał przysługujący earlom Leicester tytuł Lorda Stewarda. W styczniu 1238 r. poślubił córkę Jana bez Ziemi, Eleonorę, siostrę króla Henryka III. Eleonora po śmierci pierwszego męża, Williama Marshala, ślubowała czystość aż do śmierci, przysięgę jednak złamała – małżeństwo z Szymonem potępił z tego powodu arcybiskup Canterbury, Edmund Rich.
Zaprotestowali też angielscy możnowładcy – choć ci przede wszystkim oponowali przeciwko mezaliansowi królewskiej siostry z niższej rangi feudałem. Brat Eleonory, Ryszard, wzniecił nawet z tej przyczyny bunt, lecz został przekupiony przez króla i ugłaskany.
Stosunki Szymona z Montfort z Henrykiem III układały się początkowo bardzo dobrze. Król udzielił Szymonowi wsparcia, gdy ten udał się po ślubie do Rzymu, by od papieża uzyskać aprobatę dla swego małżeństwa. Pierworodny syn Szymona i Eleonory otrzymał imię Henryk na cześć swego królewskiego wuja. W lutym 1239 Szymon uzyskał nobilitujący tytuł earla Leicester, cały czas pozostawał w bliskim otoczeniu króla i służył mu jako doradca, został też ojcem chrzestnym jego najstarszego syna Edwarda (późniejszego króla Edwarda I).

### Zatarg z Henrykiem III i krucjata
Wkrótce po narodzeniu Edwarda między królem a Szymonem doszło do kłótni. Henryka III rozzłościł fakt, iż Szymon podał go jako zabezpieczyciela spłaty swego długu wobec Tomasza z Savoy, wuja królowej, nie informując go o tym. 9 sierpnia 1239 r. doszło do konfrontacji: według historyków wściekły król oskarżył Szymona o uwiedzenie jego siostry i zagroził mu wtrąceniem do więzienia w londyńskim Tower. By uciec przed królewskim gniewem, Szymon i Eleonora zbiegli do Francji.
Już dwa lata wcześniej de Montfort ogłosił zamiar uczestnictwa w krucjacie – gdy udało mu się zebrać fundusze, latem 1240 r. zostawił Eleonorę we Włoszech i wyruszył do Ziemi Świętej, w ślad za armią swego brata, Amaury’ego. Równocześnie na krucjatę wyruszył też jego szwagier, Ryszard, lecz obie armie posuwały się osobno. Szymon dotarł do Jerozolimy w czerwcu 1241 r. Szymon prawdopodobnie ani razu nie uczestniczył w bojach podczas krucjaty. Jesienią opuścił Ziemię Świętą i wziął udział w nieudanej kampanii Henryka III w Poitou – klęska ta pogłębiła irytację Szymona osobą króla.
W 1248 r. de Montfort powziął zamiar wyprawy do Egiptu u boku francuskiego króla, Ludwika IX. Plany te porzucił na usilne prośby ze strony Henryka III oraz członków Rady Królewskiej. W zamian za to otrzymał władzę nad księstwem Gaskonii – terenem pozostającym dotąd poza wpływami Henryka. Surowe rządy Szymona z Montfort spowodowały niezadowolenie i protesty miejscowych poddanych – król nie pozostał głuchy na ich skargi i zarządził dochodzenie w tej sprawie. De Montforta formalnie uniewinniono od zarzutu ucisku, choć jego zeznania zostały podważone przez króla. W 1252 r. powrócił do Francji. Tam otrzymał propozycję regencji nad królestwem, które po śmierci królowej-matki, Blanki Kastylijskiej, pozostawało bez władcy, lecz nie przyjął jej. Pogodził się za to z Henrykiem w 1253 r., na wezwanie umierającego biskupa Roberta Grosseteste. Jak się okazało, było to jedynie powierzchowne – po udzieleniu królowi doraźnej pomocy przy wprowadzaniu ładu w zbuntowanej Gaskonii, w następnym roku Szymon obrócił się już przeciwko niemu. W parlamencie zwołanym w 1254 r. stanął na czele grupy sprzeciwiającej się wysuniętemu przez Henryka żądaniu pomocy finansowej.
W kolejnych latach niezadowolenie wszystkich klas społecznych sięgnęło szczytu – w 1257 r. de Montfort oficjalnie odciął się od króla.
Jeszcze w 1258 r. wraz z wujem królowej Eleonory, Piotrem z Savoy, podjął w imieniu Henryka trudne negocjacje z papieżem Aleksandrem IV. Chodziło o uwolnienie króla od obietnicy złożonej Innocentemu IV, z której teraz przyszło mu się wywiązać. W zamian za pomoc finansową w walce we Włoszech z Hohenstaufami korona sycylijska przypaść miała synowi Henryka, Edmundowi. Papież zagroził królowi ekskomuniką, jeśli nie dotrzyma danego słowa. Negocjacje powiodły się – w zapiskach z tego okresu Henryk wyraża się o de Montforcie przyjaźnie. Był to jednakże ostatni przejaw dobrych stosunków między nimi.

### „Wściekły parlament” i prowizje oksfordzkie
Gdy wiosną 1258 r. zebrał się parlament (zwany przez historyków „wiosennym”, „wściekłym” lub „oksfordzkim”), de Montfort wystąpił przeciwko królowi – był obok earla Gloucester, Richarda de Clare, główną postacią antykrólewskiej opozycji. Najważniejszym zarzutem wobec króla było to, że w celu zaspokojenia swych ambicji dotyczących stanu posiadania prowadził nieracjonalną, kosztowną kampanię militarną w Europie. Pochłaniała ona ogromne sumy, podczas gdy Anglia borykała się z biedą i głodem oraz epidemiami.
12 kwietnia 1258 grupa możnowładców (Szymon z Montfort, Richard de Clare – earl Gloucester, Peter z Savoy – wuj królowej Eleonory, Hugh Bigod (młodszy) i jego starszy brat Roger Bigod – earl Norfolk, John Fitz-Geoffrey oraz Peter de Montfort – niespokrewniony z Szymonem) zawiązała porozumienie o wzajemnym wspieraniu się przeciwko królowi Henrykowi III. Został utworzony dokument zawierający projekt reform, nazywany prowizjami oksfordzkimi, którego podpisanie wymuszono na królu. Niektórzy historycy twierdzą, że de Montfort nie aprobował w pełni postanowień tego dokumentu – określanego niekiedy jako pierwsza angielska konstytucja – lecz jego nazwisko widnieje pośród piętnastu członków Tajnej Rady (Privy Council) mającej sprawować według postanowień prowizji kontrolę nad administracją królewską. Spekuluje się też, że mógł on po prostu nie pochwalać plebejskiego ducha towarzyszącego całej sytuacji, a także, że byłby prawdopodobnie skłonny do kompromisu z umiarkowanymi rojalistami, otaczającymi księcia Edwarda. Taka ewentualność okazała się jednak beznadziejna w obliczu postawy Henryka: wygodne mu były nieporozumienia pomiędzy baronami, które skutecznie podjudzał. Ostatecznie w 1261 król unieważnił prowizje oksfordzkie, a rozgoryczony de Montfort opuścił Anglię.

### Wojna baronów i parlament de Montforta
Możnowładcy, przekonani o niechęci króla do reform, postanowili siłą doprowadzić do respektowania przez niego postanowień prowizji oksfordzkich. Na czele rebelii stanął Szymon z Montfort, ściągnięty z powrotem do Anglii przez baronów. Początkowo wszystko szło po jego myśli, lecz popełnił błąd. Przyjął bowiem propozycję Henryka III, zgodnie z którą król miałby pozostać u władzy pod arbitrażem króla Francji, Ludwika IX. Ten ostatni w styczniu 1264 w Amiens orzekł, iż prowizje oksfordzkie są bezprawne i nieważne. De Montfort, pozostając w owym czasie w Anglii i przygotowując się do przejęcia władzy, na wieść o tym natychmiast wznowił wojnę, przez co naraził się na zarzut złamania złożonej królowi przysięgi. 14 maja 1264 r. odniósł spektakularne zwycięstwo w bitwie pod Lewes – mimo dowodzenia nieliczną w porównaniu z przeciwnikiem armią, udało mu się pojmać księcia Edwarda i Ryszarda z Kornwalii – brata króla. Henryk został zmuszony do podpisania dokumentu przywracającego obowiązywanie prowizji oksfordzkich i składającego władzę w ręce de Montforta, co w praktyce uczyniło go „niekoronowanym królem”. Stan ten trwał aż do śmierci de Montforta w bitwie pod Evesham, która miała miejsce 4 sierpnia 1265 r.
W międzyczasie Szymon z Montfort ustanowił rząd – złożony z niego samego oraz earla Gloucester – Gilberta de Clay i biskupa Chichester – Stephena Bersteda, ale w rzeczywistości największą władzę sprawował de Montfort. Ważną kwestią było to, iż ten nominalny triumwirat miał pozostawać pod ścisłą kontrolą parlamentu. Parlament zwołany przez Montforta w 1265 roku był nowością na arenie politycznej ówczesnej Europy. Po raz pierwszy włączał rycerstwo i mieszczan – dając tym grupom społecznym głos w sprawach państwa. Był to również pierwszy parlament, którego członkowie byli wybierani, nie nominowani. W celu zgromadzenia w parlamencie reprezentantów ludności z terenów całego państwa, de Montfort rozesłał swych przedstawicieli do wyznaczonych okręgów, z których mieli dopilnować wybrania przez ludność po dwie osoby. Prawo głosu miał każdy wolny posiadacz ziemi dostarczającej co najmniej 40 szylingów dochodu rocznie – dotyczyło to całego państwa, zaś prawo głosu dla mieszczan zależne było od lokalnych czynników – zasady mogły być różne w poszczególnych miastach. Parlament de Montforta położył podwaliny dla nowoczesnych systemów demokracji parlamentarnej.

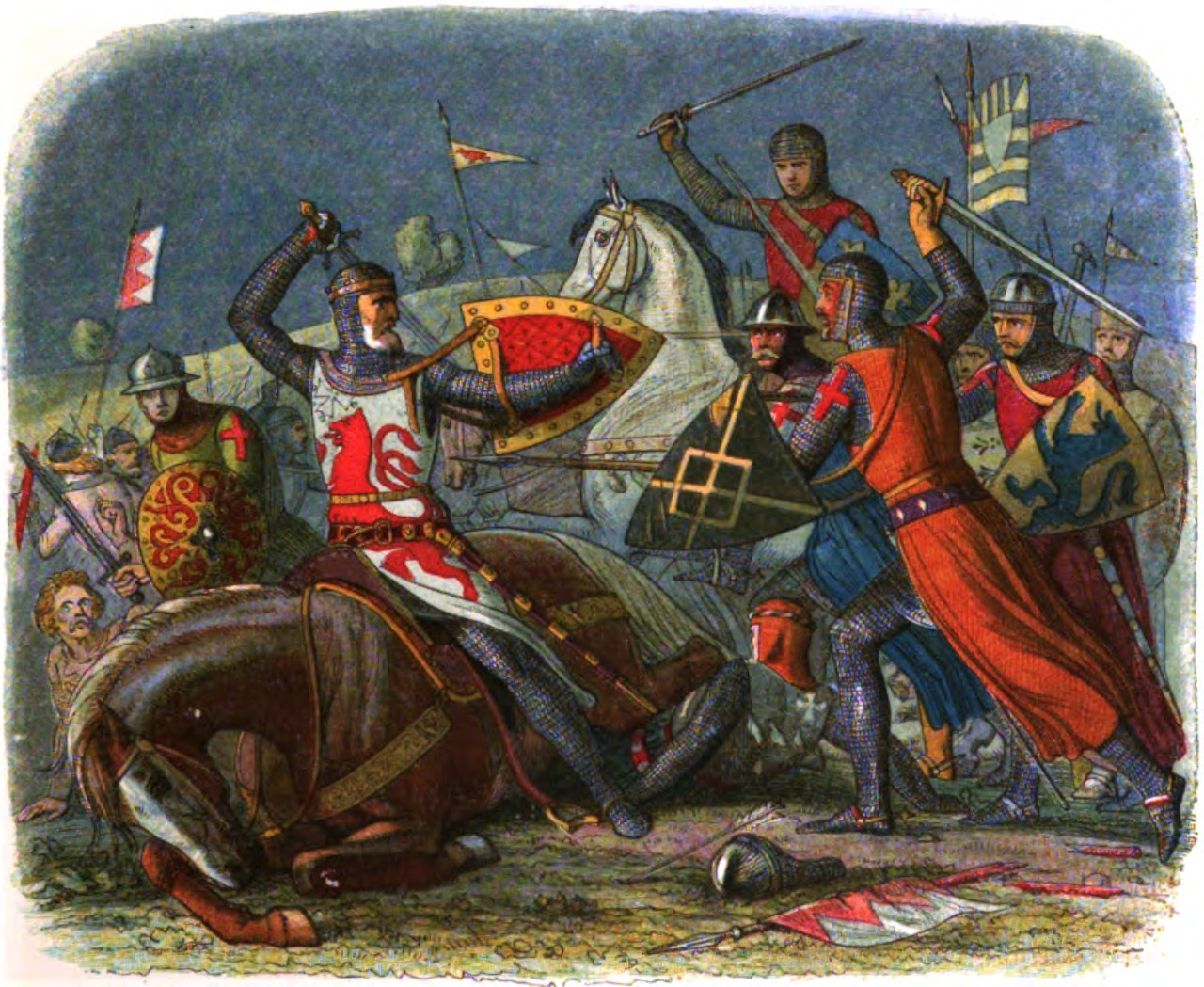
Śmierć de Montforta w bitwie pod Evesham – rysunek Jamesa Williama Edmunda Doyle’a (1822–92) z 1864 r.

Początkowo popularne rządy de Montforta zyskiwały coraz więcej oponentów. Pierwsi zaczęli głośno wyrażać swe niezadowolenie możnowładcy walijscy, którym nie podobał się sojusz militarny de Montforta z księciem Walii Llywelynem (ostatnim autonomicznym władcą tego kraju przed jego podbojem przez Edwarda I), zawarty 22 czerwca. Coraz liczniej dawały też znać o sobie głosy dezaprobaty ze strony baronów angielskich. Stopniowo porzucali de Montforta jego sprzymierzeńcy (m.in. Tomasz z Clare), wraz ze swymi wojskami, co znacznie zmniejszyło jego potencjał militarny – nie pomogło nawet wzmocnienie sił przez walijską piechotę, przysłaną przez Llywelyna. Książę Edward zaatakował sojuszników Montforta pod Kenilworth, biorąc część z nich do niewoli. Sam Montfort po przekroczeniu rzeki Severn miał spotkać się z wojskami swego syna Simona. Gdy ujrzał powiewające sztandary ze swym znakiem, był pewien, że to oczekująca go armia Simona. Okazało się jednak, że to wojska księcia Edwarda ze sztandarami zdobytymi pod Kenilworth.

### Bitwa pod Evesham i śmierć de Montforta
Szymon z Montfort w okresie wojny baronów zyskał wielu sojuszników, z których większość nie była jednak w pełni godna zaufania i stopniowo go porzuciła. Pod Evesham, jeszcze przed rozpoczęciem potyczki, zdezerterowała walijska piechota. W rezultacie Montfort stanął do walki z siłami równymi jednej czwartej sił przeciwnika – księcia Edwarda. W wyniku takiego układu sił zginęła większość baronów-opozycjonistów, włączając w to Szymona i jego synów Henry’ego i Petera, mimo propozycji kapitulacji. Szymon został pochowany w pobliskim opactwie.

## Potomkowie Szymona z Montfort
Szymon z Montfort z małżeństwa z Eleonorą miał siedmioro dzieci. Byli to:
- Henry (ur. 1238, zm. 4 sierpnia 1265 zginął pod Evesham)
- Peter (zm. 4 sierpnia 1265 zginął pod Evesham)
- Simon (zm. w Sienie w 1271)
- Guy (zm. 1288)
- Amaury
- Richard
- Eleanor de Montfort (ur. 1252, zm. 1282, żona Llywelyna, księcia Walii)